# Ленти
Ленти (венг. Lenti) — город в юго-западной Венгрии, расположенный в западной части Венгрии и медье Зала. Население Ленти по данным на 2001 год — 8960 человек. Курорт.

## География и транспорт

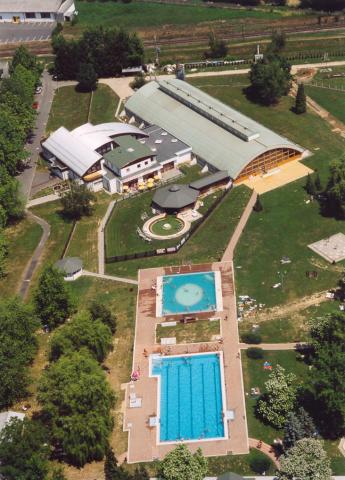
Купальни и бассейн с термальной водой

Ленти находится в 10 километрах от границы со Словенией (на запад от города). К югу от города также проходит граница с Хорватией (25 км), а к северо-западу — с Австрией (35 км). Столица медье — Залаэгерсег расположен в 30 километрах к север-востоку. Через Ленти проходит шоссе Кестхей-Ленти-Редич и железнодорожная ветка из Залаэгерсега. Через город протекает небольшая речка Керка, приток Муры.

## История
Впервые Ленти упомянут в 1237 году. Первоначально был известен под именем Németi, что указывает на присутствие немецких колонистов. В средние века в городе был построен укреплённый замок, который защищали пруды и болотистая Керка. В XVIII веке после окончания турецкой оккупации постепенно терял своё значение. В 1970 году были открыты термальные источники, восемью годами позже построены купальни, что вызвало некоторое оживление экономики города за счёт притока туристов.

## Достопримечательности
- Купальни — построены на источниках горячей минеральной воды. Рядом расположен бассейн под открытым небом с термальной водой.
- Католическая церковь — построена в конце XVII века.

## Население
| Год  | Численность | Численность |
| ---- | ----------- | ----------- |
| 1990 | 8779        | [ 3 ]       |
| 2001 | 8625        | [ 4 ]       |
| 2011 | 8024        | [ 5 ]       |
| 2015 | 7828        | [ 6 ]       |
| 2016 | 7756        | [ 7 ]       |
| 2017 | 7615        | [ 8 ]       |
| 2018 | 7509        | [ 9 ]       |
| 2019 | 7348        | [ 10 ]      |
| 2021 | 7176        | [ 11 ]      |
| 2022 | 7195        | [ 12 ]      |
| 2023 | 7056        | [ 13 ]      |
| 2024 | 6955        | [ 2 ]       |

## Города-побратимы
- Бад-Радкерсбург, Австрия
- Лендава, Словения
- Мурско-Средишче, Хорватия